# Diocese de Tortosa
A Diocese de Tortosa (Diœcesis Dertosensis) é uma circunscrição eclesiástica da Igreja Católica situada em Tortosa, na Catalunha (Espanha). Seu atual bispo é Sergi Gordo Rodríguez. Sua Sé é a Catedral Basílica da Virgem das Dores.
Possui 141 paróquias servidas por 86 padres, assistindo a uma população abrangida de 276 576 habitantes, com 90,8% da população jurisdicionada batizada (251 131 católicos).

## História
A diocese foi erigida no século IV. Do século VIII até meados do século XI a sé ficou vaga devido à invasão muçulmana.
As obras de construção da catedral de Santa Maria começaram em 1347, mas a igreja foi consagrada apenas em 1597.
Adriaan Florenszoon, eleito papa com o nome de Adriano VI, foi bispo desta diocese. Ele concedeu aos bispos de Tortosa o privilégio de usar o solidéu vermelho característico dos cardeais.
Em 31 de maio de 1960, em virtude do decreto Quum sollemnibus Conventionibus da Congregação Consistorial, para fazer coincidir as fronteiras eclesiásticas com as das províncias civis, conforme estabelecido pela concordata de 1953, cedeu as paróquias dentro dos limites para a Diocese de Segorbe-Castelló de la Plana da província de Castelló.

## Prelados
- São Rufo † (64 - 90)
- Macia † (século II)
- Quarto † (circa 156)
- Eustorgio † (século III)
- Esuperanzio † (? - 369)
- Erodoto † (século IV)
- Lirio † (364 - 399)
- Eros † (circa 400)
- Ervici † (século VI)
- Orso † (mencionado em 516)[4]
- Asello † (mencionado antes de 546)[5]
- Maurilio † (mencionado em 546)[6]
- Giuliano † (580 - 589)
- Froiscle † (589 - 599)
- Rufino † (614 - 633)
- Giovanni † (mencionado em 638)[7]
- Aprila † (mencionado em 653)[7]
- Cecilio † (antes de 683 - depois de 688)[7]
- Imbolato † (mencionado em 693)[7]
  - Sede vacante
- Patern † (mencionado em 1058)
- Berenguer † (século XI)
- Jofre † (1151 - 1165)
- Ponç de Monells † (1165 - 1193)
- Gombau de Santa Oliva † (1194 - 1212)
- Ponç de Torrella † (1212 - 1254)
- Bernat d'Olivella † (1254 - 1272)
- Arnau de Jardí † (1273 - 1306)
- Dalmau de Montoliu † (1306 - 1307)
- Pere de Batet † (1307 - 1310)
- Francesc de Paulhac † (1310 - 1316)
- Berenguer de Prat † (1316 - 1340)
- Guillem de Sentmenat † (1341)
- Arnau de Lordat † (1341 - 1346)
- Bernat d'Oliver, O.S.A. † (1346 - 1348)
- Jaume Sitjó i Carbonell † (1348 - 1351)
- Esteve Malet † (1352 - 1356)
- Joan Fabra † (1357 - 1362)
- Jaime de Aragão e de Foix † (1362 - 1369)
- Guillem de Torrelles † (1369 - 1379)
- Hugo de Lupia y Bagés † (1379 - 1397)
  - Pedro de Luna y de Albornoz † (1397 - 1403) (administrador apostólico)
- Luis de Prades i d'Arenós † (1403 - 1407)
- Francisco Clemente Sapera † (1407 - 1410)
  - Pedro de Luna y de Albornoz † (1410 - 1414) (administrador apostólico)
- Otón de Moncada y de Luna  † (1415 - 1473)
- Alfonso d'Aragón † (1475 - 1512)
- Juan de Enguera, O.P. † (1512 - 1513)
- Luis Mercader Escolano, O.Cart. † (1513 - 1516)
- Adriano de Florensz † (1516 - 1522)
- Willem van Enckenvoirt † (1523 - 1534)
- Antonio Calcena, O.F.M. † (1537 - 1539)
- Jerónimo Requeséns † (1542 - 1548)
- Fernando de Loaces (Loazes), O.P. † (1553 - 1560)
- Martín de Córdoba Mendoza, O.P. † (1560 - 1574)
- Juan Izquierdo, O.P. † (1574 - 1585)
- Juan Terés † (1586 - 1587)
- Juan Bautista Cardona † (1587 - 1589)
- Gaspar Punter † (1589 - 1600)
- Pedro Manrique de Lara, O.S.A. † (1601 - 1611)
- Isidoro Aliaga, O.P. † (1611 - 1612)
- Alfonso Márquez de Prado † (1612 - 1616)
- Luis Tena † (1616 - 1622)
- Agustín Spínola † (1623 - 1626)
- Justino Antolínez Burgos † (1627 - 1637)
- Juan Bautista Verchi de Campania, O.F.M. † (1640 - 1653)
- Gregorio Parcero de Castro, O.S.B. † (1655 - 1663)
- José Fageda, O.S.H. † (1664 - 1685)
- Severo Tomàs y Auter, O.P. † (1686 - 1700)
- Silvestre García Escalona † (1702 - 1714)
- Juan Miguélez Mendaña † (1714 - 1717)
- Bartolomé Camacho Madueño † (1720 - 1757)
- Francisco Borrull Ramón † (1757 - 1758)
- Luis García Mañero † (1759 - 1764)
- Bernardo Velarde Velarde † (1765 - 1779)
- Pedro Cortez y Larraz † (1779 - 1786)
- Victoriano López Gonzalo † (1786 - 1789)
- Antonio José Salinas Moreno, O.F.M. † (1790 - 1814)
- Manuel Ros Medrano † (1814 - 1821)
- Víctor Damián Sáez y Sánchez Mayor † (1824 - 1839)
  - Sede vacante (1839-1848)
- Damián Gordo Sáez † (1848 - 1854)
- Gil Estévez y Tomás † (1857 - 1858)
- Miguel José Pratmans Llambés † (1859 - 1861)
- José Raimundo Benito Villamitjana Vila † (1861 - 1879)
- Francisco Aznar y Pueyo † (1879 - 1893)
- Pedro Rocamora y García † (1894 - 1925)
- Félix Bilbao y Ugarriza † (1925 - 1943)
- Manuel Moll y Salord † (1943 - 1968)
- Ricardo María Carles Gordó † (1969 - 1990)
- Lluís Martínez Sistach (1991 - 1997)
- Javier Salinas Viñals (1997 - 2012)
- Enrique Benavent Vidal (2013-2022) Nomeado Arcebispo de Valência
- Sergi Gordo Rodríguez (2023-presente)